# Eugén Nordgaardh
Eugén Nordgaardh, född 18 mars 1907 i Norge, död 9 november 2004 i Halmstad, var en svensk friidrottare (stående höjdhopp). Han tävlade för klubben IFK Halmstad och vann SM i stående höjdhopp år 1931.